# Hetye (Somogy vármegye)
Hetye egy Árpád-kori település volt, melynek romjai Somogy vármegye északkeleti részén, Ádánd község külterületén találhatók. Mára csak egykori templomának romjai találhatóak.

## Története
Egy 1265-ös oklevél tanúsága szerint az Árpád-korban Ádánd mai közigazgatási területén öt kis település létezett (Pösze, Kisfalud, Éliás, Ádánd).[forrás?] Ezek egyike volt Hetye, amelyet a veszprémi káptalan birtokai között már 1082-ben említettek Predium Kexa (Ketye) névalakkal, és Anonymus által is említett honfoglaló Szalók nemzetség birtokai közé tartozott. 1327-ből fennmaradt információ, hogy papját ekkor Andrásnak hívták. A pápai tizedjegyzék szerint a somogyi főesperességhez tartozott, ekkor (1333–1334-ben) Jakab nevű papja évi 22 kis dénárt fizetett. Egy 1343-as feljegyzés megemlíti, hogy a hetyei templom védőszentje Szent János, 1427-ből pedig arról van adat, hogy plébánosának neve Miklós.
1572-ben Ádánd Hetyével a simontornyai szandzsákhoz tartozott, az endrédi nehié területén. Ekkor 7, 1583-ban, pedig 12 adóköteles háza volt. 1577-ben Perneszy András donációt kapott Rudolf királytól somogyi birtokaira, köztük Ketyére (Hetye) és Ádándra. A birtokos Perneszy család a török elől elmenekült, majd protestánssá lett. A török hódoltság alatt a falu hanyatlott, Hetye elnéptelenedett. Az 1606-os zsitvatoroki békét követően megkezdődik a törökök magyarországi uralmának hanyatlása. A birtokon 1622-23-ban Veszprém várának 1, 1626-ban Hédervárinak 2 háztartás fizetett adót. Az 1630-as évekre Ádánd birtokosai és a Pernesziek is hazatérnek, köztük a megmaradt Hetyeiek utódaival, és új falut alapítanak Ádánd mostani helyén. Az Ádándhoz tartozó többi településről nem történik többé említés. Hetyével együtt lakatlanná, pusztává váltak.

## Nevezetessége
Az Árpád-kori faluból ma már semmi sem látható, mindössze az 1200 körül épült templom romja, az úgynevezett Törökhagyás a szántóföld közepén.